# Circonscription d'Angleterre du Sud-Est
Angleterre du Sud-Est est une circonscription du Parlement européen. Elle disparaît en 2020 à la suite du retrait du Royaume-Uni de l'Union européenne (Brexit).

## Frontière
La circonscription correspond à l'Angleterre du Sud-Est, dans le sud-est du Royaume-Uni, qui comprend les comtés de cérémonie du Berkshire, Buckinghamshire, East Sussex, Hampshire, l'Île de Wight, Kent, Oxfordshire, Surrey et West Sussex.

## Histoire
Il a été formé à la suite de la European Parliamentary Elections Act 1999, le remplacement d'un certain nombre de circonscriptions uninominales. C'étaient Buckinghamshire and Oxfordshire East, East Sussex and Kent South, Hampshire North and Oxford, Itchen, Test and Avon, Kent East, Kent West, South Downs West, Surrey, Sussex South and Crawley, Thames Valley, Wight and Hampshire Southet certaines parties du Bedfordshire and Milton Keynes, Cotswolds et London South and Surrey East.
| MEPs des anciennes circonscriptions du sud-est de l'Angleterre, 1979 – 1999                  | MEPs des anciennes circonscriptions du sud-est de l'Angleterre, 1979 – 1999 | MEPs des anciennes circonscriptions du sud-est de l'Angleterre, 1979 – 1999 | MEPs des anciennes circonscriptions du sud-est de l'Angleterre, 1979 – 1999 | MEPs des anciennes circonscriptions du sud-est de l'Angleterre, 1979 – 1999 | MEPs des anciennes circonscriptions du sud-est de l'Angleterre, 1979 – 1999 | MEPs des anciennes circonscriptions du sud-est de l'Angleterre, 1979 – 1999 | MEPs des anciennes circonscriptions du sud-est de l'Angleterre, 1979 – 1999 | MEPs des anciennes circonscriptions du sud-est de l'Angleterre, 1979 – 1999 | MEPs des anciennes circonscriptions du sud-est de l'Angleterre, 1979 – 1999 |
| Election                                                                                     |                                                                             | 1979 – 1984                                                                 |                                                                             | 1984 – 1989                                                                 |                                                                             | 1989 – 1994                                                                 |                                                                             | 1994 – 1999                                                                 |                                                                             |
| -------------------------------------------------------------------------------------------- | --------------------------------------------------------------------------- | --------------------------------------------------------------------------- | --------------------------------------------------------------------------- | --------------------------------------------------------------------------- | --------------------------------------------------------------------------- | --------------------------------------------------------------------------- | --------------------------------------------------------------------------- | --------------------------------------------------------------------------- | --------------------------------------------------------------------------- |
| Sussex East (1979–1994) East Sussex and Kent South (1994–1999)                               |                                                                             | Jack Stewart-Clark Conservateur                                             | Jack Stewart-Clark Conservateur                                             | Jack Stewart-Clark Conservateur                                             | Jack Stewart-Clark Conservateur                                             | Jack Stewart-Clark Conservateur                                             | Jack Stewart-Clark Conservateur                                             | Jack Stewart-Clark Conservateur                                             |                                                                             |
| Hampshire West (1979–1984) Hampshire Central (1984–1994) Itchen, Test and Avon (1994–1999)   |                                                                             | Basil de Ferranti Conservateur                                              | Basil de Ferranti Conservateur                                              | Basil de Ferranti Conservateur                                              |                                                                             | Edward Kellett-Bowman Conservateur                                          | Edward Kellett-Bowman Conservateur                                          | Edward Kellett-Bowman Conservateur                                          |                                                                             |
| Kent East                                                                                    |                                                                             | Christopher Jackson Conservateur                                            | Christopher Jackson Conservateur                                            | Christopher Jackson Conservateur                                            | Christopher Jackson Conservateur                                            | Christopher Jackson Conservateur                                            |                                                                             | Mark Watts Travailliste                                                     |                                                                             |
| Kent West                                                                                    |                                                                             | Ben Patterson Conservateur                                                  | Ben Patterson Conservateur                                                  | Ben Patterson Conservateur                                                  | Ben Patterson Conservateur                                                  | Ben Patterson Conservateur                                                  |                                                                             | Peter Skinner Travailliste                                                  |                                                                             |
| Surrey (1979–1984, 1994–1999) Surrey West (1984–1994)                                        |                                                                             | Charles Wellesley Conservateur                                              | Charles Wellesley Conservateur                                              | Charles Wellesley Conservateur                                              |                                                                             | Tom Spencer Conservateur                                                    | Tom Spencer Conservateur                                                    | Tom Spencer Conservateur                                                    |                                                                             |
| Sussex West (1979–1994) Sussex South and Crawley (1994–1999)                                 |                                                                             | Madron Seligman Conservateur                                                | Madron Seligman Conservateur                                                | Madron Seligman Conservateur                                                | Madron Seligman Conservateur                                                | Madron Seligman Conservateur                                                |                                                                             | Brendan Donnelly Conservateur (1994 – 1999) Pro-Euro Conservative (1999)    |                                                                             |
| Thames Valley                                                                                |                                                                             | Diana Elles Conservateur                                                    | Diana Elles Conservateur                                                    | Diana Elles Conservateur                                                    |                                                                             | John Stevens Conservateur(1989 – 1999) Pro-Euro Conservative (1999)         | John Stevens Conservateur(1989 – 1999) Pro-Euro Conservative (1999)         | John Stevens Conservateur(1989 – 1999) Pro-Euro Conservative (1999)         |                                                                             |
| Wight and Hampshire East (1979–1994) Wight and Hampshire South (1994–1999)                   |                                                                             | Stanley Johnson Conservateur                                                |                                                                             | Richard Simmonds Conservateur                                               | Richard Simmonds Conservateur                                               | Richard Simmonds Conservateur                                               |                                                                             | Roy Perry Conservateur                                                      |                                                                             |
| Oxfordshire and Buckinghamshire (1984–1994) Buckinghamshire and Oxfordshire East (1994–1999) | Siège non établi                                                            | Siège non établi                                                            |                                                                             | James Elles Conservateur                                                    | James Elles Conservateur                                                    | James Elles Conservateur                                                    | James Elles Conservateur                                                    | James Elles Conservateur                                                    |                                                                             |
| Hampshire North and Oxford                                                                   | Siège non établi                                                            | Siège non établi                                                            | Siège non établi                                                            | Siège non établi                                                            | Siège non établi                                                            | Siège non établi                                                            |                                                                             | Graham Mather Conservateur                                                  |                                                                             |
| South Downs West                                                                             | Siège non établi                                                            | Siège non établi                                                            | Siège non établi                                                            | Siège non établi                                                            | Siège non établi                                                            | Siège non établi                                                            |                                                                             | James Provan Conservateur                                                   |                                                                             |

## Nouveaux membres
| MEPs pour l'Angleterre du Sud-Est, à partir de 1999 | MEPs pour l'Angleterre du Sud-Est, à partir de 1999 | MEPs pour l'Angleterre du Sud-Est, à partir de 1999                            | MEPs pour l'Angleterre du Sud-Est, à partir de 1999                            | MEPs pour l'Angleterre du Sud-Est, à partir de 1999                                | MEPs pour l'Angleterre du Sud-Est, à partir de 1999                                | MEPs pour l'Angleterre du Sud-Est, à partir de 1999                                | MEPs pour l'Angleterre du Sud-Est, à partir de 1999                                | MEPs pour l'Angleterre du Sud-Est, à partir de 1999                                | MEPs pour l'Angleterre du Sud-Est, à partir de 1999                                | MEPs pour l'Angleterre du Sud-Est, à partir de 1999                                | MEPs pour l'Angleterre du Sud-Est, à partir de 1999                                | MEPs pour l'Angleterre du Sud-Est, à partir de 1999                                | MEPs pour l'Angleterre du Sud-Est, à partir de 1999                                | MEPs pour l'Angleterre du Sud-Est, à partir de 1999                                | MEPs pour l'Angleterre du Sud-Est, à partir de 1999                            | MEPs pour l'Angleterre du Sud-Est, à partir de 1999                            | MEPs pour l'Angleterre du Sud-Est, à partir de 1999 |
| Election                                            |                                                     | 1999 (5e parlement)                                                            |                                                                                | 2004 (6e parlement)                                                                | 2004 (6e parlement)                                                                | 2004 (6e parlement)                                                                |                                                                                    | 2009 (7e parlement)                                                                | 2009 (7e parlement)                                                                | 2009 (7e parlement)                                                                |                                                                                    | 2014 (8e parlement)                                                                | 2014 (8e parlement)                                                                | 2014 (8e parlement)                                                                |                                                                                | 2019 (9e parlement)                                                            |                                                     |
| --------------------------------------------------- | --------------------------------------------------- | ------------------------------------------------------------------------------ | ------------------------------------------------------------------------------ | ---------------------------------------------------------------------------------- | ---------------------------------------------------------------------------------- | ---------------------------------------------------------------------------------- | ---------------------------------------------------------------------------------- | ---------------------------------------------------------------------------------- | ---------------------------------------------------------------------------------- | ---------------------------------------------------------------------------------- | ---------------------------------------------------------------------------------- | ---------------------------------------------------------------------------------- | ---------------------------------------------------------------------------------- | ---------------------------------------------------------------------------------- | ------------------------------------------------------------------------------ | ------------------------------------------------------------------------------ | --------------------------------------------------- |
| MEP Parti                                           |                                                     | Nigel Farage UKIP (1999–2018) Indépendant (2018–2019) Brexit Party (2019–2020) | Nigel Farage UKIP (1999–2018) Indépendant (2018–2019) Brexit Party (2019–2020) | Nigel Farage UKIP (1999–2018) Indépendant (2018–2019) Brexit Party (2019–2020)     | Nigel Farage UKIP (1999–2018) Indépendant (2018–2019) Brexit Party (2019–2020)     | Nigel Farage UKIP (1999–2018) Indépendant (2018–2019) Brexit Party (2019–2020)     | Nigel Farage UKIP (1999–2018) Indépendant (2018–2019) Brexit Party (2019–2020)     | Nigel Farage UKIP (1999–2018) Indépendant (2018–2019) Brexit Party (2019–2020)     | Nigel Farage UKIP (1999–2018) Indépendant (2018–2019) Brexit Party (2019–2020)     | Nigel Farage UKIP (1999–2018) Indépendant (2018–2019) Brexit Party (2019–2020)     | Nigel Farage UKIP (1999–2018) Indépendant (2018–2019) Brexit Party (2019–2020)     | Nigel Farage UKIP (1999–2018) Indépendant (2018–2019) Brexit Party (2019–2020)     | Nigel Farage UKIP (1999–2018) Indépendant (2018–2019) Brexit Party (2019–2020)     | Nigel Farage UKIP (1999–2018) Indépendant (2018–2019) Brexit Party (2019–2020)     | Nigel Farage UKIP (1999–2018) Indépendant (2018–2019) Brexit Party (2019–2020) | Nigel Farage UKIP (1999–2018) Indépendant (2018–2019) Brexit Party (2019–2020) |                                                     |
| MEP Parti                                           |                                                     | Roy Perry Conservateur                                                         |                                                                                | Ashley Mote UKIP (2004) Indépendant (2004–2009)                                    | Ashley Mote UKIP (2004) Indépendant (2004–2009)                                    | Ashley Mote UKIP (2004) Indépendant (2004–2009)                                    |                                                                                    | Marta Andreasen UKIP (2009–13) Conservateur (2013–2014)                            | Marta Andreasen UKIP (2009–13) Conservateur (2013–2014)                            | Marta Andreasen UKIP (2009–13) Conservateur (2013–2014)                            |                                                                                    | Ray Finch UKIP (2014-2019) Brexit Party (2019)                                     | Ray Finch UKIP (2014-2019) Brexit Party (2019)                                     | Ray Finch UKIP (2014-2019) Brexit Party (2019)                                     |                                                                                | Robert Rowland Brexit Party                                                    |                                                     |
| MEP Parti                                           |                                                     | James Elles Conservateur                                                       | James Elles Conservateur                                                       | James Elles Conservateur                                                           | James Elles Conservateur                                                           | James Elles Conservateur                                                           | James Elles Conservateur                                                           | James Elles Conservateur                                                           | James Elles Conservateur                                                           | James Elles Conservateur                                                           |                                                                                    | Diane James UKIP (2014–2016) Indépendant (2016–2019) Brexit Party (2019)           | Diane James UKIP (2014–2016) Indépendant (2016–2019) Brexit Party (2019)           | Diane James UKIP (2014–2016) Indépendant (2016–2019) Brexit Party (2019)           |                                                                                | Alexandra Phillips Brexit Party                                                |                                                     |
| MEP Parti                                           |                                                     | Nirj Deva Conservateur                                                         | Nirj Deva Conservateur                                                         | Nirj Deva Conservateur                                                             | Nirj Deva Conservateur                                                             | Nirj Deva Conservateur                                                             | Nirj Deva Conservateur                                                             | Nirj Deva Conservateur                                                             | Nirj Deva Conservateur                                                             | Nirj Deva Conservateur                                                             | Nirj Deva Conservateur                                                             | Nirj Deva Conservateur                                                             | Nirj Deva Conservateur                                                             | Nirj Deva Conservateur                                                             |                                                                                | Belinda De Camborne Lucy Brexit Party                                          |                                                     |
| MEP Parti                                           |                                                     | Daniel Hannan Conservateur                                                     | Daniel Hannan Conservateur                                                     | Daniel Hannan Conservateur                                                         | Daniel Hannan Conservateur                                                         | Daniel Hannan Conservateur                                                         | Daniel Hannan Conservateur                                                         | Daniel Hannan Conservateur                                                         | Daniel Hannan Conservateur                                                         | Daniel Hannan Conservateur                                                         | Daniel Hannan Conservateur                                                         | Daniel Hannan Conservateur                                                         | Daniel Hannan Conservateur                                                         | Daniel Hannan Conservateur                                                         | Daniel Hannan Conservateur                                                     | Daniel Hannan Conservateur                                                     |                                                     |
| MEP Parti                                           |                                                     | James Provan Conservateur                                                      |                                                                                | Richard Ashworth Conservateur (2014–2017) Indépendant (2017–2019) Change UK (2019) | Richard Ashworth Conservateur (2014–2017) Indépendant (2017–2019) Change UK (2019) | Richard Ashworth Conservateur (2014–2017) Indépendant (2017–2019) Change UK (2019) | Richard Ashworth Conservateur (2014–2017) Indépendant (2017–2019) Change UK (2019) | Richard Ashworth Conservateur (2014–2017) Indépendant (2017–2019) Change UK (2019) | Richard Ashworth Conservateur (2014–2017) Indépendant (2017–2019) Change UK (2019) | Richard Ashworth Conservateur (2014–2017) Indépendant (2017–2019) Change UK (2019) | Richard Ashworth Conservateur (2014–2017) Indépendant (2017–2019) Change UK (2019) | Richard Ashworth Conservateur (2014–2017) Indépendant (2017–2019) Change UK (2019) | Richard Ashworth Conservateur (2014–2017) Indépendant (2017–2019) Change UK (2019) | Richard Ashworth Conservateur (2014–2017) Indépendant (2017–2019) Change UK (2019) |                                                                                | Judith Bunting Libéral Démocrate                                               |                                                     |
| MEP Parti                                           |                                                     | Chris Huhne Libéral Démocrate                                                  | Chris Huhne Libéral Démocrate                                                  | Chris Huhne Libéral Démocrate                                                      |                                                                                    | Sharon Bowles Libéral Démocrate                                                    | Sharon Bowles Libéral Démocrate                                                    | Sharon Bowles Libéral Démocrate                                                    | Sharon Bowles Libéral Démocrate                                                    | Sharon Bowles Libéral Démocrate                                                    |                                                                                    | Janice Atkinson UKIP (2014–2015) Indépendant (2015–19)                             | Janice Atkinson UKIP (2014–2015) Indépendant (2015–19)                             | Janice Atkinson UKIP (2014–2015) Indépendant (2015–19)                             |                                                                                | Antony Hook Libéral Démocrate                                                  |                                                     |
| MEP Parti                                           |                                                     | Emma Nicholson Libéral Démocrate                                               | Emma Nicholson Libéral Démocrate                                               | Emma Nicholson Libéral Démocrate                                                   | Emma Nicholson Libéral Démocrate                                                   | Emma Nicholson Libéral Démocrate                                                   |                                                                                    | Catherine Bearder Libéral Démocrate                                                | Catherine Bearder Libéral Démocrate                                                | Catherine Bearder Libéral Démocrate                                                | Catherine Bearder Libéral Démocrate                                                | Catherine Bearder Libéral Démocrate                                                | Catherine Bearder Libéral Démocrate                                                | Catherine Bearder Libéral Démocrate                                                | Catherine Bearder Libéral Démocrate                                            | Catherine Bearder Libéral Démocrate                                            |                                                     |
| MEP Parti                                           |                                                     | Caroline Lucas Green                                                           | Caroline Lucas Green                                                           | Caroline Lucas Green                                                               | Caroline Lucas Green                                                               | Caroline Lucas Green                                                               | Caroline Lucas Green                                                               | Caroline Lucas Green                                                               |                                                                                    | Keith Taylor Green                                                                 | Keith Taylor Green                                                                 | Keith Taylor Green                                                                 | Keith Taylor Green                                                                 | Keith Taylor Green                                                                 |                                                                                | Alexandra Phillips Green                                                       |                                                     |
| MEP Parti                                           |                                                     | Peter Skinner Travailliste                                                     | Peter Skinner Travailliste                                                     | Peter Skinner Travailliste                                                         | Peter Skinner Travailliste                                                         | Peter Skinner Travailliste                                                         | Peter Skinner Travailliste                                                         | Peter Skinner Travailliste                                                         | Peter Skinner Travailliste                                                         | Peter Skinner Travailliste                                                         |                                                                                    | Anneliese Dodds (2014–17) Travailliste                                             |                                                                                    | John Howarth (2017–2020) Travailliste                                              | John Howarth (2017–2020) Travailliste                                          | John Howarth (2017–2020) Travailliste                                          |                                                     |
| MEP Parti                                           |                                                     | Mark Watts Travailliste                                                        | Siège abolie                                                                   | Siège abolie                                                                       | Siège abolie                                                                       | Siège abolie                                                                       | Siège abolie                                                                       | Siège abolie                                                                       | Siège abolie                                                                       | Siège abolie                                                                       | Siège abolie                                                                       | Siège abolie                                                                       | Siège abolie                                                                       | Siège abolie                                                                       | Siège abolie                                                                   | Siège abolie                                                                   | Siège abolie                                        |

| \| \| Clé des Groupe politique du Parlement européen (UK)[8] \| v · d · m \| | \| \| Clé des Groupe politique du Parlement européen (UK)[8] \| v · d · m \| | \| \| Clé des Groupe politique du Parlement européen (UK)[8] \| v · d · m \| | \| \| Clé des Groupe politique du Parlement européen (UK)[8] \| v · d · m \| | \| \| Clé des Groupe politique du Parlement européen (UK)[8] \| v · d · m \| | \| \| Clé des Groupe politique du Parlement européen (UK)[8] \| v · d · m \| | \| \| Clé des Groupe politique du Parlement européen (UK)[8] \| v · d · m \| |
| Parti                                                                        | Parti                                                                        | Parti                                                                        | Parti                                                                        | Faction au Parlement européen                                                | Faction au Parlement européen                                                | Faction au Parlement européen                                                |
| ---------------------------------------------------------------------------- | ---------------------------------------------------------------------------- | ---------------------------------------------------------------------------- | ---------------------------------------------------------------------------- | ---------------------------------------------------------------------------- | ---------------------------------------------------------------------------- | ---------------------------------------------------------------------------- |
|                                                                              | Brexit Party                                                                 | 29                                                                           | 29                                                                           |                                                                              | Non-inscrits                                                                 | 57                                                                           |
|                                                                              | DUP                                                                          | 1                                                                            | 1                                                                            |                                                                              | Non-inscrits                                                                 | 57                                                                           |
|                                                                              | Libéral Démocrate                                                            | 16                                                                           | 17                                                                           |                                                                              | Renew Europe                                                                 | 108                                                                          |
|                                                                              | Alliance                                                                     | 1                                                                            | 17                                                                           |                                                                              | Renew Europe                                                                 | 108                                                                          |
|                                                                              | Green                                                                        | 7                                                                            | 11                                                                           |                                                                              | Groupe des Verts/Alliance libre européenne                                   | 75                                                                           |
|                                                                              | SNP                                                                          | 3                                                                            | 11                                                                           |                                                                              | Groupe des Verts/Alliance libre européenne                                   | 75                                                                           |
|                                                                              | Plaid Cymru                                                                  | 1                                                                            | 11                                                                           |                                                                              | Groupe des Verts/Alliance libre européenne                                   | 75                                                                           |
|                                                                              | Travailliste                                                                 | 10                                                                           | 10                                                                           |                                                                              | Socialistes et Démocrates                                                    | 154                                                                          |
|                                                                              | Conservateur                                                                 | 4                                                                            | 4                                                                            |                                                                              | Conservateurs et réformistes européens                                       | 62                                                                           |
|                                                                              | Sinn Féin                                                                    | 1                                                                            | 1                                                                            |                                                                              | Groupe de la Gauche au Parlement européen                                    | 41                                                                           |
| Total                                                                        | Total                                                                        | 73                                                                           | 73                                                                           | Total                                                                        | Total                                                                        | 750                                                                          |
|                                                                              | Clé des Groupe politique du Parlement européen (UK)                          | v · d · m                                                                    |                                                                              |                                                                              |                                                                              |                                                                              |

## Résultats des élections
Les candidats élus sont indiqués en gras. Entre parenthèses indiquent le nombre de votes par siège.

Résultats 2019

Résultats 2014

| Élections européennes de 2019: South East England | Élections européennes de 2019: South East England | Élections européennes de 2019: South East England | Élections européennes de 2019: South East England | Élections européennes de 2019: South East England | Élections européennes de 2019: South East England |
| Liste                                             | Liste                                             | Candidats | Votes                                             | %                                                 | ±                                                 |
| ------------------------------------------------- | ------------------------------------------------- | --- | ------------------------------------------------- | ------------------------------------------------- | ------------------------------------------------- |
|                                                   | Brexit                                            | Nigel Farage (1) Alexandra Lesley Phillips (3) Robert Andrew Rowland (6) Belinda Claire De Camborne Lucy (8) James Gilbert Bartholomew, Christopher Graham Ellis, John Kennedy, Matthew Peter Taylor, George Thomas Stahel Farmer, Peter David Wiltshire | 915,686 (228 921,5)                               | 36,07                                             | New                                               |
|                                                   | Libéral Démocrate                                 | Catherine Bearder (2) Antony Hook (5) Judith Bunting (9) Martin Paul Niebuhr Tod, Elizabeth Pendrill Raphael Leffman, Christopher Alan Bowers, Giles Damian Goodall, Ruvi Ziegler, Nicholas David Stanford Perry, John William Vincent                   | 653,743 (217 914,33)                              | 25,75                                             | +17.71                                            |
|                                                   | Green                                             | Alexandra Phillips (4) Elise Danielle Benjamin, Vix Lowthion, Leslie Christine Groves Williams, Phelim Mac Cafferty, Jan Hendrik Jamison Doerfel, Larry Sanders, Isabella Lina Marie Moir, Oliver Sykes, Jonathan Christopher St.Aubyn Essex             | 343,249                                           | 13,52                                             | +4.46                                             |
|                                                   | Conservateur                                      | Daniel Hannan (7) Nirj Deva, Richard McDonald Robinson, Mike Whiting, Juliette Katherine Christie Ash, Anna Firth, Adrian Pepper, Clarence Mitchell, Neva Sadikoglu-Novaky, Caroline Anne Newton                                                         | 260,277                                           | 10,25                                             | -20.70                                            |
|                                                   | Travailliste                                      | John Howarth (10) Cathy Shutt, Arran Richard Neathey, Emma Christina Turnbull, Rohit K. Dasgupta, Amy Lauren Fowler, Duncan Shaw Thomas Enright, Lubna Aiysha Arshad, Simon Guy Burgess, Rachael Eowyn Ward                                              | 184,678                                           | 7,27                                              | -7.39                                             |
|                                                   | Change UK                                         | Richard Ashworth, Victoria Groulef, Warren Morgan, Eleanor Mary Fuller, Robin John Bextor, Nicholas Mazzei, Suzana Carp, Phil Murphy, Heather Marion Allen, Diane Helen Yeo                                                                              | 105,832                                           | 4,17                                              | New                                               |
|                                                   | UKIP                                              | Piers Wauchope, Elizabeth Fletcher Philips, Daryll James Pitcher, Martin Toby Brothers, Tony Gould, Clive Keith Egan, Troy De Leon, Alan Harvey Stone, Judy Moore, Patricia Ann Mountain                                                                 | 56,487                                            | 2,22                                              | -29.91                                            |
|                                                   | UKEU                                              | Pacelli Ndikumana, Clinton Powe | 7,645                                             | 0,3                                               | +0.3                                              |
|                                                   | Indépendant                                       | Jason Guy Spencer McMahon | 3,650                                             | 0,14                                              | New                                               |
|                                                   | Socialiste (GB)                                   | Mandy Bruce, Raymond Dennis Carr, David Stanley Chesham, Robert Alexander Cox, Michael Foster, Stephen Harper, Neil Kirk, Anton Charles Pruden, Andrew Brian Thomas-Emans, Darren James Williams                                                         | 3,505                                             | 0,14                                              | -0.1                                              |
|                                                   | Indépendant                                       | David Victor Round | 2,606                                             | 0,1                                               | New                                               |
|                                                   | Indépendant                                       | Michael Jeffrey Turberville | 1,587                                             | 0,06                                              | New                                               |
| Participation                                     | Participation                                     | Participation | 2 538 945                                         |                                                   |                                                   |

| Suffrages exprimés | Suffrages exprimés | Suffrages exprimés       | 2 335 120,932 |             |        |  |
|                    | |                          |               |             |        |  |
|                    | Candidat | Parti                    | Suffrages     | Pourcentage | Var.   |  |
|                    | Nigel Farage, Janice Atkinson, Diane James, Ray Finch Donna Edmunds, Patricia Culligan, Nigel Jones, Alan Stevens, Simon Strutt, Barry Cooper,            | UKIP                     | 751 439       | 32,18 %     | +13.29 |  |
|                    | Daniel Hannan, Nirj Deva, Richard Ashworth Marta Andreasen, Richard Robinson, Graham Knight, Julie Marson, George Jeffrey, Rory Love, Adrian Pepper       | Conservateur             | 723 571       | 30,99 %     | -3.84  |  |
|                    | Anneliese Dodds John Howarth, Emily Westley, James Swindlehurst, Farah Nazeer, James Watkins, Maggie Hughes, Chris Clark, Karen Landles, Tracey Hill      | Travailliste             | 342 775       | 14,68 %     | +6.41  |  |
|                    | Keith Taylor, Alexandra Phillips, Derek Wall, Jason Kitcat, Miriam Kennet, Beverley Golden, Jonathan Essex, Jonathan Kent, Stuart Jeffrey, Ray Cunningham | Green                    | 211 706       | 9,07 %      | -2.57  |  |
|                    | Catherine Bearder Antony Hook, Dinti Batstone, Giles Goodall, Ian Bearder, Allis Moss, Steve Sollitt, Bruce Tennent, John Vincent, Alan Bullion           | Libéral Démocrate        | 187 876       | 8,05 %      | -6.11  |  |
|                    | Laurence Stassen, Joyce Nattress, Paul Godfrey, Alan Sheath, Ken Holton, Mark Henry, Keith Vernon, Michaelina Argy, Seana Connolly, Dorothy Sheath        | Independence from Europe | 45 199        | 1,94 %      | N/A    |  |
|                    | Steve Uncles, Julia Gasper, Amanda Hopwood, Simone Clark, Steve Clegg, Milly Uncles, Mike Russell, Mike Tibby, Doreen Dye, William James                  | English Democrats        | 17 771        | 0,76 %      | -1.49  |  |
|                    | John Robinson, Gavin Miller, Eric Elliot, John Moore, Alwyn Deacon, Anthony Banner, Brenda Waterhouse, Mark Jones, Jack Renshaw, Yvonne Deacon            | BNP                      | 16 909        | 0,72 %      | -3.64  |  |
|                    | Norman Burnett, Suzanne Fernandes, Flora Amar, Rev Anthony, Dorothy Mugara, Kayode Shedowo, Bridget Oyekan, Nnenna St Luce, Chukka Roja                   | Christian Peoples        | 14 893        | 0,64 %      | -0.89  |  |
|                    | John Morris, Jim Duggan, Julie Roxburgh, Jeff Bolam, Geoff Pay, David Brown, Keith Scott, Imdad Hussain, Minim Chowdhury, Charles Wilkinson               | Peace                    | 10 130        | 0,43 %      | +0.02  |  |
|                    | Dave Chesham, Rob Cox, Les Courtney, Sean Deegan, Max Hess, Claudia Hogg-Blake, Danny Lambert, Andy Matthews, Howard Pilott, Mike Young                   | Socialist (GB)           | 5 454         | 0,23 %      | N/A    |  |
|                    | Jean-Louis Pascual | Roman Party              | 2 997         | 0,13 %      | -0.11  |  |
|                    | Julian James, Rachel Ling, Fulvia James, | YOURvoice                | 2,932         | 0 %         | N/A    |  |
|                    | Paul Weston, Enza Ferreri, Jack Buckby | Liberty GB               | 2 494         | 0,11 %      | N/A    |  |
|                    | Tony Leach, Raymond Crick | Harmony Party            | 1 904         | 0,08 %      | N/A    |  |

| Suffrages exprimés | Suffrages exprimés | Suffrages exprimés    | 2 207 417 |             |      |  |
|                    | |                       |           |             |      |  |
|                    | Candidat | Parti                 | Suffrages | Pourcentage | Var. |  |
|                    | Daniel Hannan, Nirj Deva, James Elles, Richard Ashworth Roy Perry, Therese Coffey, David Logan, Ferris Cowper, Richard Robinson                                        | Conservateur          | 776 370   | 35,17 %     | -9.2 |  |
|                    | Nigel Farage, Ashley Mote David Lott, Craig Mackinlay, Timothy Cross, Petrina Holdsworth, David Abbott, Stephen Harris, Michael Wigley, Lisa Hawkins                   | UKIP                  | 431 111   | 19,53 %     | +9.8 |  |
|                    | Chris Huhne, Baronnes Nicholson de Winterbourne Sharon Bowles, Catherine Bearder, James Walsh, Ann Lee, John Vincent, John Ford, Charles Fraser-Fleming, James Barnard | Libéral Démocrate     | 338 342   | 15,33 %     | 0    |  |
|                    | Peter Skinner Mark Watts, Ann Davison, Simon Burgess, Janet Sully, Mark Muller, Josephine Wood, Raj Chandarana, Gillian Roles, David Menon                             | Travailliste          | 301 398   | 13,65 %     | -5.9 |  |
|                    | Caroline Lucas Mike Woodin, Miriam Kennet, Keith Taylor, Alan Francis, Xanthe Bevis, Hazel Dawe, Derek Wall, Anthony Cooper, Michael Stimson                           | Green                 | 173 351   | 7,85 %      | +0.5 |  |
|                    | Brian Galloway, Julie Russell, Timothy Rait, Peter Lane, Roger Robertson, Julian Crewe, Adam Champneys, Ian Johnson, Dennis Whiting, Vernon Atkinson                   | BNP                   | 64 877    | 2,94 %      | +2.1 |  |
|                    | Grahame Leon-Smith, David Gray, Patrick Eston, Rona Brown, Paresh Kotecha, Larry Kreeger, Michael Devine, Terry Patinson, Ian Murdoch, Alfred Egleton                  | Senior Citizens Party | 42 861    | 1,94 %      | N/A  |  |
|                    | Steven Uncles, Robert Sulley, Courtney Williams, Richard Sutton, Jacqueline Brookman, David Uncles, Louise Uncles                                                      | English Democrats     | 29 126    | 1,32 %      | N/A  |  |
|                    | Ingrid Dodd, Patrick O'Keeffe, Muriel Hirsch, Ajaz Khan, Sally Watkins, Jonathan Molyneux, Norman Thomas, Ella Noyes, Bunny La Roche, Angelina Rai                     | Respect               | 13 426    | 0,61 %      | N/A  |  |
|                    | John Morris, Caroline O'Reilly, Geoffrey Pay, Rachel Hancock, James Duggan, Kate Hebden, Cyril Bolam, Carol Morris, Anne Brewer                                        | Peace                 | 12 572    | 0,57 %      | N/A  |  |
|                    | David John Bamber, David Campanale, Gladstone Macaulay | Christian Peoples     | 11 733    | 0,53 %      | N/A  |  |
|                    | Dominica Roberts, Gillian Duval, Josephine Quintavalle, Penelope Orford, Mark Carroll, Rebecca Ng, John Dixon, Francis O'Brien, Yvonne Windsor, Carl St John           | ProLife Alliance      | 6 579     | 0,3 %       | N/A  |  |
|                    | Philip Rhodes | Independent           | 5 671     | 0,26 %      | N/A  |  |

| Suffrages exprimés | Suffrages exprimés | Suffrages exprimés           | 1 490 070 |             |      |  |
|                    | |                              |           |             |      |  |
|                    | Candidat | Parti                        | Suffrages | Pourcentage | Var. |  |
|                    | James Provan, Roy Perry, Daniel Hannan, James Elles, Nirj Deva Bryony, Baronne Bethell, Edward Kellett-Bowman, Alison Parry, Jeremy Mayhew, Barry Tanswell, Richard Ashworth                          | Conservateur                 | 661 932   | 44,42 %     | N/A  |  |
|                    | Peter Skinner, Mark Watts Anita Pollack, Anne Snelgrove, Parmjit Dhanda, Ann Davison, Tamara Flanagan, John Howarth, Liz Clements, Alison Chapman, Sarah McCarthy-Fry                                 | Travailliste                 | 292 146   | 19,61 %     | N/A  |  |
|                    | Baronne Nicholson de Winterbourne, Chris Huhne Sharon Bowles, David Bellotti, Jo Hawkins, James Walsh, Barbara Hewett-Silk, Gerald Vernon-Jackson, Catherine Bearder, Christopher Berry, Dorothy Webb | Libéral Démocrate            | 228 136   | 15,31 %     | N/A  |  |
|                    | Nigel Farage Christopher Skeate, Tony Stone, Michael Phillips, Bernard Collignon, Ron Walters, Lynda Ross, Harold Green, Kim Rose, Michael Knight, Rob McWhirter                                      | UKIP                         | 144 514   | 9,7 %       | N/A  |  |
|                    | Caroline Lucas Mike Woodin, Alan Francis, Pete West, Hazel Dawe, Steve Dawe, Alastair Stark, Johnny Denis, Lorraine E. Serrecchia, Laurence Littman, Julian Salmon                                    | Green                        | 110 571   | 7,42 %      | N/A  |  |
|                    | John Stevens, Richard Basset, Anthony Frost, Anahita Gonzalez-Moreno, Mark Littlewood, Rebecca Pickering, Peter Sutters, Alan Armitage, Jonathan Swift, David Hurford-Jones, Richard Carswell         | Pro-Euro Conservative        | 27 305    | 1,83 %      | N/A  |  |
|                    | Michael Easter, Dennis Whiting, Robert Andrews, Gordon Callow, Mark Cray, Ian Dell, Matthew Gould, Richard Molesworth, Margaret Stones, Christopher Telford, Kevin Yates                              | BNP                          | 12 161    | 0,82 %      | N/A  |  |
|                    | Katrina Howse, Ian Fyvie, Nathan Parkin, Hannah Williams, Ken King, Sarah Hipperson, Monica Anne Parkin, John McCleod, Kenneth Ray, John Hayward, Michael Allen                                       | Socialist Labour             | 7 281     | 0,49 %      | N/A  |  |
|                    | Peter Warburton, Nigel Kahn, John Oldbury, Jeremy Bowler, John Douglas-Small, Paul Cragg, Paul Levy, Bernard Bence, William Treend, Robert Stephens, John Hunter Thompson                             | Natural Law Party            | 2 767     | 0,19 %      | N/A  |  |
|                    | Brian Bundy | Open Democracy for Stability | 1 857     | 0,12 %      | N/A  |  |
|                    | John Goss | Making a Profit in Europe    | 1 400     | 0,09 %      | N/A  |  |